# 佐方信博
佐方信博（1914年—2008年9月25日）乃日本的企業家，曾任郵政事務次官、富士重工業（今速霸陸）副社長等職務。

## 生平簡歷
1914年（大正3年）佐方信博生於熊本縣，畢業於舊制熊本中學（今熊本縣立熊本高等學校）、舊制第五高等學校，1938年畢業於東京帝國大學（今東京大學）法學部法律學科。後來進入遞信省工作，歷任名古屋郵局局長、經理局長、郵政事務次官等職務，直到1965年辭職。
1966年進入富士重工業擔任常務董事，1971年任專務董事；1978年晉升副社長，直到1983年退休。2008年9月25日過世，享耆壽94歲。

## 內部連結
- 富士重工業